# Brian Phelps
Brian Eric Phelps (* 21. April 1944 in Chelmsford) ist ein ehemaliger britischer Wasserspringer, der im 3-m-Kunstspringen und 10-m-Turmspringen startete. Phelps nahm an zwei Olympischen Spielen teil und gewann eine Medaille. Außerdem gewann er mehrere Medaillen bei Europameisterschaften und Commonwealth Games.
Phelps nahm an den Olympischen Spielen 1960 in Rom teil und gewann vom 10-m-Turm die Bronzemedaille. Es war die erste und bis heute einzige Medaille eines britischen Wasserspringers im Turmspringen. Bei den Spielen 1964 in Tokio wurde er im Turmspringen Sechster. Erfolgreich war Phelps auch bei Schwimmeuropameisterschaften. 1958 in Budapest und 1962 in Leipzig wurde er vom 10-m-Turm jeweils Europameister, 1966 in Utrecht gewann er Silber. Bei Commonwealth Games gewann Phelps 1962 und 1966 jeweils die Titel vom 3-m-Brett und vom 10-m-Turm, nachdem er zuvor 1958 Silber vom Turm gewann.
Nach seiner aktiven Karriere gründete er mit seiner Frau Monica, die 1964 britische Olympiateilnehmerin im Turnen war, den OLGA Turnverein. Sie trainierten dort zahlreiche Nachwuchssportler. Im Jahr 2008 wurde Phelps wegen Vergewaltigung, versuchter Vergewaltigung und sexuellen Missbrauchs Minderjähriger zu neun Jahren Haft verurteilt. Die Taten hatte Phelps in den siebziger und achtziger Jahren begangen.